# Albert R. Pasch
Albert R. Pasch (* 4. Juli 1934 in Düsseldorf; † 24. Juni 2022 in Meiningen) war ein deutscher Schauspieler, Regisseur, Schauspieldirektor, Hörspielsprecher und Bühnenautor.

## Leben
Albert R. Pasch wurde 1934 in Düsseldorf geboren, kam bereits mit zwölf Jahren ans Theater und absolvierte nach dem Besuch des Gymnasiums ein Germanistikstudium (Fachrichtung Theaterwissenschaft) an der Johann Wolfgang Goethe-Universität Frankfurt am Main. Die ersten Auftritte als Schauspieler hatte er in Frankfurt am Main, Heidelberg, Wiesbaden und Sommerhausen, bevor er 1956 in die DDR übersiedelte. Hier hatte er Engagements als Schauspieler und Regisseur in Erfurt, Brandenburg, Stendal, Dessau und Meiningen. Für Aufführungen im Naturtheater Deutsch-Sowjetische Freundschaft in Steinbach-Langenbach schrieb er gemeinsam mit dem Schriftsteller Wolfgang Rinecker die Stücke Münchhausen (Regie: Werner Freese) und Till Eulenspiegel. Zusammen mit dem Dramatiker Armin Stolper erarbeitete er 1984 das Theaterstück Das Gemälde nach einem Roman von Daniil Granin. Von 1985 bis 1988 war er Schauspieldirektor und stellvertretender Intendant am Deutsch-Sorbischen Volkstheater in Bautzen. Im Juli 1988 ging er wieder zurück an Das Meininger Theater, wo er 1989 Schauspieldirektor wurde. Hier bearbeitete er das Reportagebuch Der Erste über einen 1. Sekretär der SED-Kreisleitung von Landolf Scherzer für die Bühne.
Auch neben seiner Theaterarbeit war Albert R. Pasch sehr aktiv. So unterstützte er unter anderem in den 1960er Jahren das Suhler Arbeitertheater. In den 1970er Jahren beriet er gemeinsam mit Wolfgang Rinecker den Zirkel Schreibender Arbeiter des Reichsbahnausbesserungswerkes Meiningen.
Nach dem Ausscheiden aus dem festen Theaterengagement gönnte sich Albert R. Pasch keine Ruhe. Er wurde Vizepräsident der Meininger Theaterstiftung. Regelmäßig hielt er in der Meininger „Buchhandlung Lohmann“ Lesungen und gab Buchtipps unter dem Motto „Pasch halb acht“.

## Filmografie

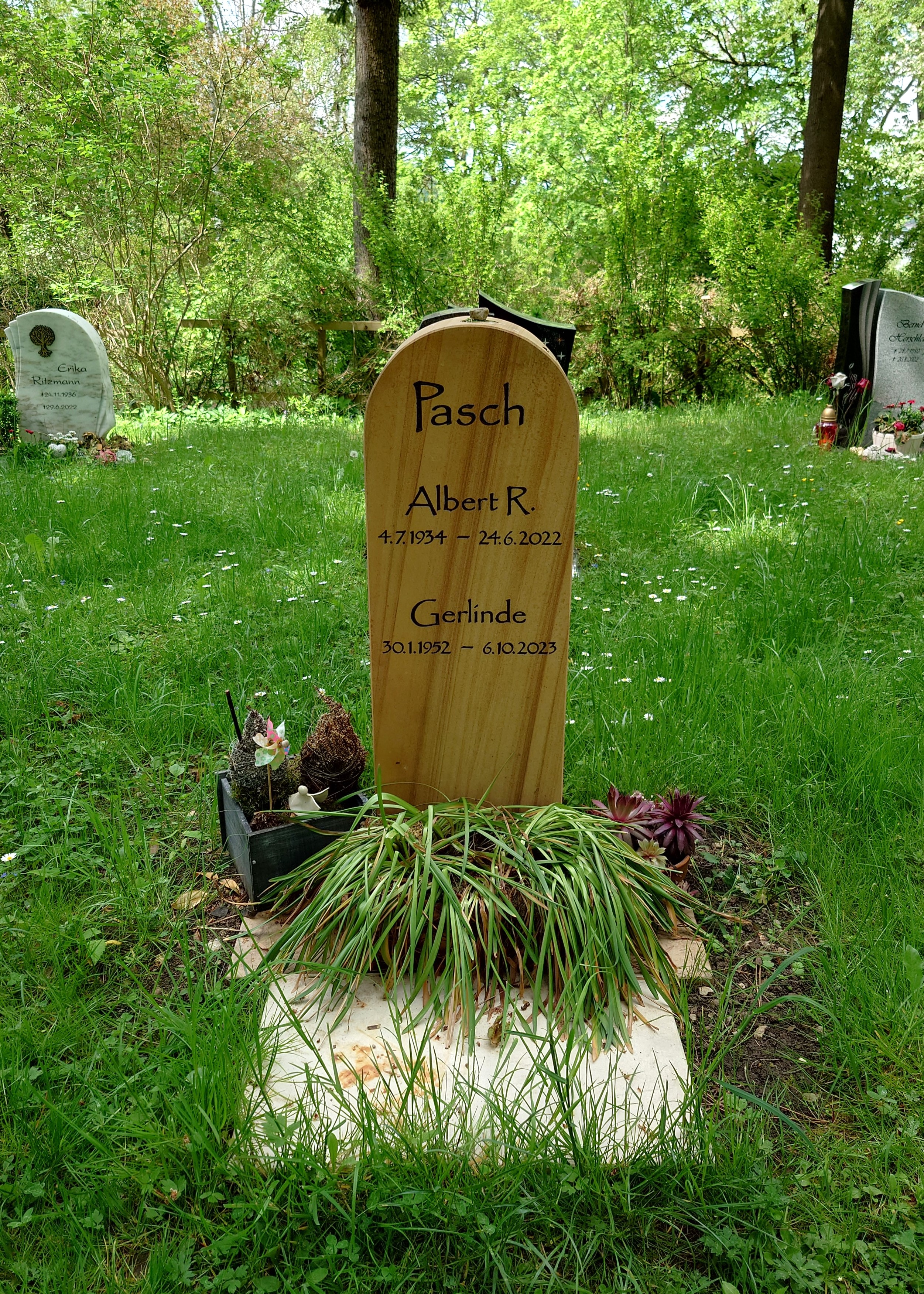
Grabstätte von Pasch auf dem Parkfriedhof Meiningen

- 1979: Addio, piccola mia

## Theater

### Schauspieler
- 1954: Pedro Calderón de la Barca: Der wundertätige Magus (Cyprian) – Regie: Luigi Malipiero (Torturmtheater Sommerhausen)
- 1967: Claus Hammel: Ein Yankee an König Artus' Hof (Merlin) – Regie: Dieter Wardetzky ( Städtische Bühnen Erfurt)
- 1967: Henrik Ibsen: Hedda Gabler (Jörgen Tesmann) – Regie: Andreas Scheinert (Städtische Bühnen Erfurt)
- 1994: Neil Simon: Sunny Boys (Al Lewis) – Regie: Matthias Herold (Das Meininger Theater – Südthüringisches Staatstheater)
- 2008: Umberto Giordano/Luigi Illica: André Chénier (Alter Vater) – Regie: Ansgar Haag (Das Meininger Theater – Südthüringisches Staatstheater)
- 2009: Franz Lehár/Victor Léon/Leo Stein: Die lustige Witwe (Njegus) – Regie: Klaus Rak (Das Meininger Theater – Südthüringisches Staatstheater)
- 2010: Friedrich Schiller: Wilhelm Tell (Itel Reding) – Regie: Matthias Brenner (Das Meininger Theater – Südthüringisches Staatstheater)

### Regisseur
- 1959: Ursula Damm-Wendler/Horst Ulrich Damm-Wendler: Wiedersehen am Wochenende (Das Meininger Theater)
- 1960: Christoph Willibald Gluck: Die Pilger von Mekka (Das Meininger Theater)
- 1960: Euripides: Ion, der Sohn Gottes (Das Meininger Theater)
- 1961: William Shakespeare: Die Komödie der Irrungen (Das Meininger Theater)
- 1963: Friedrich Wolf: Der arme Konrad (Theater der Altmark Stendal)
- 1964: William Shakespeare: Hamlet (Theater der Altmark Stendal)
- 1965: Bertolt Brecht/Kurt Weill: Die Dreigroschenoper (Landestheater Dessau)
- 1971: Heiner Müller nach Inge Müller: Weiberkomödie (Das Meininger Theater)
- 1974: Wolfgang Rinecker/Albert R. Pasch: Das Spiel vom argen Schalk Till Eulenspiegel (Das Meininger Theater im Naturtheater Steinbach-Langenbach)
- 1976: Paul Dessau/Karl Mickel: Einstein (Das Meininger Theater)
- 1977: Uwe Schuster: Karl Damerow ist tot (Das Meininger Theater)
- 1977: Wladimir Tendrjakow: Die Nacht nach der Abschlußfeier (Das Meininger Theater)
- 1978: Wolfgang Rinecker/Albert R. Pasch: Münchhausen (Das Meininger Theater im Naturtheater Steinbach-Langenbach)
- 1978: Bertolt Brecht/Kurt Weill: Die Dreigroschenoper (Das Meininger Theater)
- 1980: Tirso de Molina: Don Gil von den grünen Hosen (Das Meininger Theater)
- 1982: Chris Hornbogen: Die Geschichte vom Hühnchen und vom Hähnchen (Das Meininger Theater)
- 1982: William Shakespeare: Der Kaufmann von Venedig (Das Meininger Theater)
- 1983: Armin Stolper: Die Vogelscheuche oder Die Heimkehr des verlorenen Sohnes (Das Meininger Theater)
- 1984: Albert R. Pasch/Armin Stolper nach Daniil Granin: Das Gemälde (Das Meininger Theater)
- 1986: Karl-Heinz Voigt/Heinz Kramer nach Wilhelm Busch: Max und Moritz (Das Meininger Theater im Naturtheater Steinbach-Langenbach)
- 1986: Jurij Brězan: Marja Jantschowa (Deutsch-Sorbisches Volkstheater Bautzen)
- 1987: Dario Fo: Der Dieb, der nicht zu Schaden kam (Deutsch-Sorbisches Volkstheater Bautzen)
- 1987: Tschingis Aitmatow: Der Tag zieht den Jahrhundertweg (Deutsch-Sorbisches Volkstheater Bautzen)
- 1987: Brüder Grimm: Hase und Igel (Deutsch-Sorbisches Volkstheater Bautzen)
- 1988: Dario Fo: Der Nackte und der Mann im Frack (Deutsch-Sorbisches Volkstheater Bautzen)
- 1988: Ulrich Plenzdorf nach Tschingis Aitmatow: Ein Tag, länger als ein Leben (Deutsch-Sorbisches Volkstheater Bautzen)
- 1989: Albert R. Pasch nach Landolf Scherzer: Der Erste (Das Meininger Theater)
- 1990: Heinrich von Kleist: Der zerbrochne Krug (Das Meininger Theater – Südthüringisches Staatstheater)
- 1990: Johann Wolfgang von Goethe: Iphigenie auf Tauris (Das Meininger Theater – Südthüringisches Staatstheater)
- 1990: Thornton Wilder: Unsere kleine Stadt (Das Meininger Theater – Südthüringisches Staatstheater)
- 1991: William Shakespeare: Der Widerspenstigen Zähmung (Das Meininger Theater – Südthüringisches Staatstheater)
- 1991: William Shakespeare: Das Wintermärchen (Das Meininger Theater – Südthüringisches Staatstheater)
- 1992: Gotthold Ephraim Lessing: Nathan der Weise (Das Meininger Theater – Südthüringisches Staatstheater)
- 1995: William Shakespeare: Othello (Theater der Stadt Schweinfurt)
- 1996: Marc ten Bosch: Elvis (Das Meininger Theater – Südthüringisches Staatstheater)
- 1997: Johann Wolfgang von Goethe: Faust. Der Tragödie zweiter Teil (Das Meininger Theater – Südthüringisches Staatstheater)
- 1998: Jewgeni Jewtuschenko: Wenn alle Dänen Juden wären (Das Meininger Theater – Südthüringisches Staatstheater)
- 2006: Jean Effel: Die Erschaffung der Welt (Meininger Puppentheater)

## Hörspiele
- 1950: Hans Müller-Schlösser: Schneider Wibbel (Pangdich, Blechschläger) – Regie: Karlheinz Schilling (Mundarthörspiel – SWF)
- 1951: Axel Eggebrecht: Einer zaht seine Schuld (Kassierer im Finanzamt) – Regie: Karl Peter Biltz (Hörspiel – SWF)

## Auszeichnungen
Ehrenmitglied des Schauspielensembles des Meininger Staatstheaters